# Parc national Waraira Repano
Le parc national Waraira Repano (en espagnol, Parque nacional Waraira Repano), anciennement et également connu sous le nom de parc national El Ávila (en espagnol, Parque nacional El Ávila), est un parc national situé à cheval sur les États de Miranda et de La Guaira ainsi que sur le District capitale de Caracas au Venezuela et créé le 12 décembre 1958.

## Toponymie
L'ancien nom du parc tire son nom sous sa forme traditionnelle « El Ávila » du massif qui domine la ville de Caracas, connue par les habitants originaires de la vallée de Caracas, de l'ethnie Caribe comme Guaraira Repano qui signifie la « Grande montagne ». D'autres assurent que le nom correct était wariarepano, qui signifie « lieu des tapirs », en raison du grand nombre de spécimens de l'espèce qui peuplent ces montagnes. La première fois qu'apparaît le nom Ávila, en tant que tel, date de 1778, selon les actes de la mairie de Caracas. Auparavant, la montagne est connue sous le nom de Sierra del Norte ou « Montagne du Nord », la Montaña a la Mar ou la « Montagne à la mer » et encore el otro lado del cerro, « l'autre côté de la colline ». Le nom d'Ávila provient du gouverneur Geronimo de Ávila qui possédait des vergers au XVIIe siècle au pieds de la montagne. Lorsque ses fils héritent de ses biens, les terres sont connues sous le nom de sierra de los Ávila ou el Cerro de Ávila. Une autre version indiquerait que le nom proviendrait du conquistador Gabriel de Ávila (?-1593), mais il n'existe aucune source attestant cette hypothèse. Une dernière hypothèse serait que les montagnes entourant Caracas comme des murailles, tireraient leur nom de la ressemblance avec la muraille médiévale de la ville d'Ávila, en Espagne.

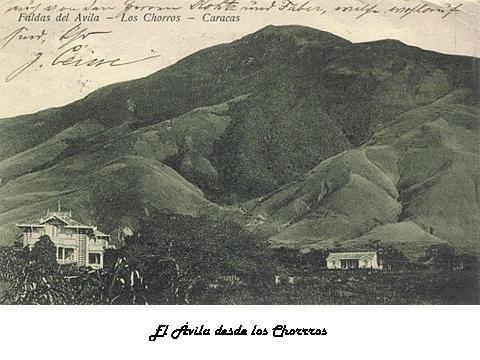
El Ávila dans les années 1930.

## Histoire

### Visite du naturaliste Alexander von Humboldt
Le célèbre explorateur et naturaliste allemand Alexander von Humboldt (1769-1859) débarque à La Guaira le 21 novembre 1799, et lance des préparatifs pour rejoindre Caracas dès le lendemain. Au matin du 22 novembre, il découvre pour la première fois le cerro El Ávila et commence son ascension par le vieux chemin des Espagnols (camino de los Españoles, en espagnol) qui lui rappelle les chemins alpins. Dans ses écrits publiés quelques années après, il  le décrit comme la plus belle des façons pour rejoindre les villes d'Amérique du Sud, telles que Bogotá, Quito, Guayaquil et Veracruz. Pendant les huit heures que dure sa traversée du massif, von Humboldt effectue des mesures sur la barométrie, les températures et l'hygrométrie, réalise des observations sur la flore, la faune, ainsi que sur la géographie, la géologie et la minéralogie.
Il reste deux mois et demi à Caracas, au pied du cerro El Ávila, où il effectue des préparatifs pour son voyage vers les Llanos et le bassin de l'Orénoque. S'il récolte des espèces locales, il effectue également des observations sur la vallée de Caracas, le río Guaire et son bassin. 
Il accède au cerro El Ávila pour la deuxième fois le 2 janvier 1800, accompagné de son assistant, le botaniste français Aimé Bonpland (1773-1858), et en la présence de l'illustre Caraqueño Andrés Bello ainsi que 18 autres personnes. Le groupe réalise l'ascension de la silla de Caracas et von Humboldt fait de nouvelles observations sur la faune, la flore, les minéraux et effectue de nouvelles mesures d'altitude, de pression atmosphérique et de températures. Les mesures et observations, commentaires sur des phénomènes apparus dans le massif pendant le séjour de von Humboldt et de son assistant apparaissent dans ses écrits,.
En 1822, Revero et Boussingault étudient la géologie du cerro El Ávila en empruntant le chemin vers la silla de Caracas sur les traces von Humboldt et son assistant de 1800.

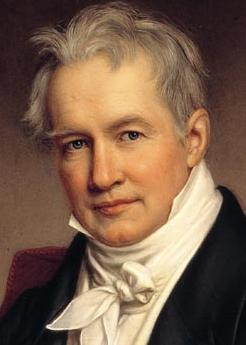
L'explorateur et naturaliste allemand Alexander von Humboldt (1769-1859).
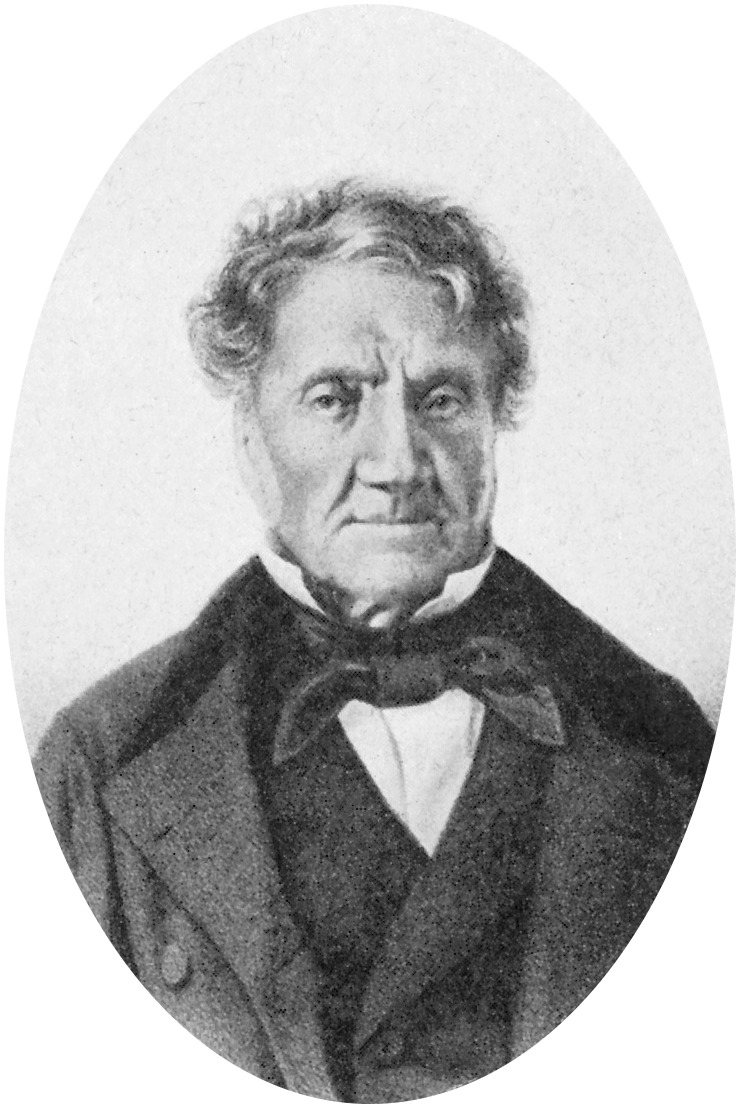
Le botaniste français Aimé Bonpland (1773-1858)

### L'embaumeur allemand Gottfried Knoche

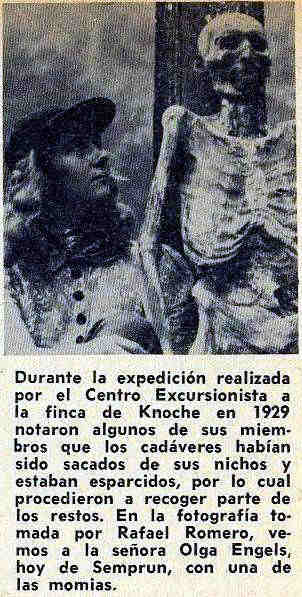
Momie du chirurgien allemand Gottfried Knoche (1813-1901), photo prise en 1929.

Gottfried Knoche (1813-1901) est un célèbre médecin et chirurgien allemand, inventeur d'un fluide d'embaumement dont le composant principal est un chlorure d'aluminium de formule AlCl3. Il a réalisé des dizaines d'opérations d'embaumement, y compris lui-même, dans des laboratoires situé dans la hacienda Buena Vista, située dans le secteur de Palmar de Cariaco, à 2 kilomètres au nord du pic de Galipán dans l'enceinte actuelle du parc. Après des études à l'université de Fribourg-en-Brisgau, il exerce dans l'hôpital de la ville puis émigre au Venezuela en 1840 et s'installe à La Guaira. Il y fonde l'hôpital San Juan de Dios entre 1854 et 1856. Il acquiert une importante notoriété, celle d'une personne charitable, connue notamment pour soigner les pauvres gratuitement. Il a également combattu l'importante épidémie de choléra qui sévissait dans la région pendant ces années. En 1845, son titre est confirmé par l'université centrale du Venezuela pendant la présidence de Juan Crisóstomo Falcón.
Dans son laboratoire, il se consacre avec persévérance à la lutte contre l'inexorable décomposition des corps et effectue des expériences sur des cadavres non-réclamées de la Guerre fédérale (1859-1863). Il invente un liquide qu'il injecte directement dans le système sanguin sans intervenir sur les organes. Ainsi, il momifie de nombreuses personnes dont il garde ensuite les corps dans son laboratoire, parmi lesquels il faut citer ceux de son épouse, de sa fille et de ses assistants. Il avait l'obsession de conférer aux morts un aspect de vie ce qui a donné lieu à l'une des plus anecdotes les plus connues au sujet de ce personnage énigmatique. Les proches de Tomás Lander (1792-1845), le distingué Caraqueño du XIXe siècle fondateur avec Antonio Leocadio Guzmán du journal El Venezolano, ayant entendu parler des vertus du fluide d'embaumement du docteur Knoche, demandèrent au médecin d'embaumer le corps de leur proche et placèrent la momie assise à un bureau dans l'entrée de la leur maison. Cette incongruité resta plus de 40 ans à son emplacement avant que le gouvernement d'Antonio Guzmán Blanco n'exige de la famille qu'elle procède à des funérailles chrétiennes et une inhumation de la momie. De la même façon, Knoche embauma ses chiens dont les momies furent placées telles des gardiennes du mausolée.

### Création, extension et changement de nom

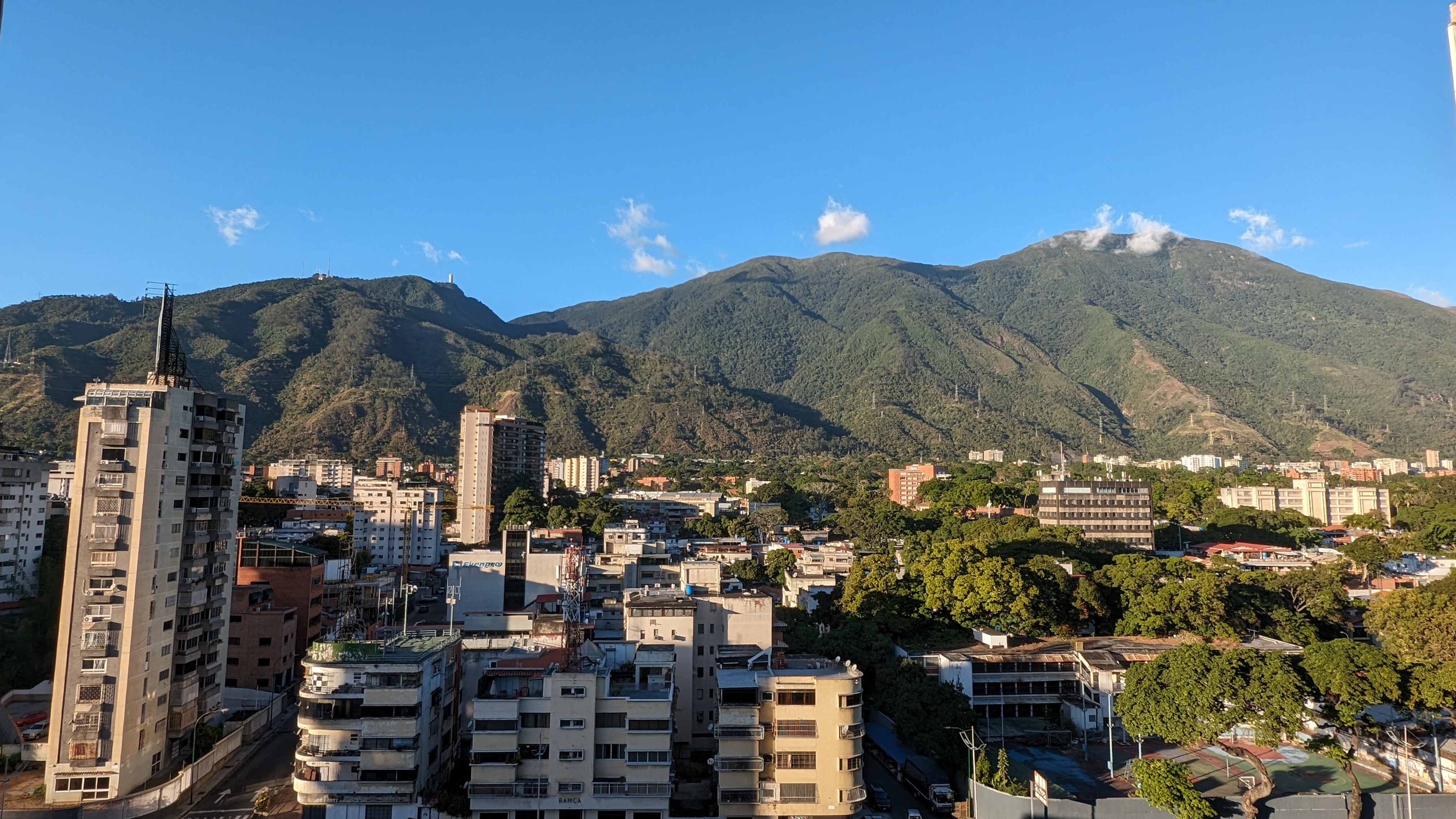

En 1952, l'assemblée de l'Union internationale pour la conservation de la nature (UICN), réunie à Caracas, soulève la nécessité et exhorte le gouvernement vénézuélien à prendre des mesures appropriées pour protéger la région montagneuse au nord de la cité afin de protéger, pour les générations futures, ce riche patrimoine naturel, notamment la faune, la flore, les minéraux et la diversité des environnements paysagers. Durant l'année 1958, sous le gouvernement d'Edgar Sanabria qui dirige alors la junte du gouvernement provisoire, on décide d'exécuter la décision prise six ans auparavant. Le 12 décembre 1958, le décret 473 crée le parc national El Ávila sur une surface de 661,92 kilomètres carrés avec le projet de conserver les beautés pittoresques de la montagne, sa faune et sa flore. Un long programme, qui ne s'achèvera que dans les années 1970, est lancé sous la direction de José Rafael García. On réalise d'importants travaux d'ingénierie sur les pentes, celles-ci étant en grande partie en terrasses. On créé également des fossés pour absorber le trop-plein d'eau pour qu'elle ne pénètre pas dans le sol, phénomène à l'origine des glissements de terrain. 
Durant la première gouvernance du président Carlos Andrés Pérez, le décret n° 30.408 du 25 mars 1974 permet l'agrandissement du parc de 190 kilomètres carrés, comprenant une grande part de la partie montagneuse de l'État de Miranda. Dès lors, le parc atteint sa taille actuelle avec 851,92 kilomètres carrés. Il devient l'un des parcs les plus emblématiques de la région côtière du Centre-Nord du Venezuela, et comprend une partie du District capitale de Caracas et de l'État de La Guaira
Sous la présidence d'Hugo Chávez, le décret n° 7.888 du 7 mai 2011 publié au Journal officiel sous le numéro 39.419, change le nom du parc qui devient Parque nacional Waraira Repano, « parc national Waraira Repano ».

### La tragédie de Vargas de 1999
La « tragédie de Vargas » (généralement en espagnol, la Tragedia mais également desastre de Vargas ou deslaves de Vargas) désigne un ensemble de catastrophes survenues sur la côte caribéenne du Venezuela du 15 au 17 décembre 1999. Si elle a bien touché principalement l'État de La Guaira, d'autres conséquences des phénomènes météorologiques ont durement affecté les États de Miranda et de Falcón. 
Pendant les 15 premiers jours de décembre, sur le mois que dure l'épisode, 1 814 millimètres de pluie s'abattent sur la région, provoquant une saturation des sols et des glissements de terrain meurtriers, balayant notamment la bande de terre fortement urbanisée entre les pentes septentrionales du parc national et la côté caribéenne. Des villes comme La Guaira et Caraballeda sont submergées par les coulées, provoquant la mort immédiates de plusieurs centaines de personnes.
Ces risques impactant la cordillère de la Costa ne sont pas inconnues des autorités. Dès 1798, von Humbloldt signale des épisodes significatifs dans l'État de La Guaira en relation avec le débordement du río Osorio. Du 15 au 17 février 1951, de nombreuses habitations sont balayées par les inondations du río Naiguatá. En 1980, de fortes précipitations causent d'importants dégâts qui provoquent le déplacement de population, y compris à Caracas. Le 6 septembre 1987, des épisodes équivalents dans l'État d'Aragua provoquent des ravages dans le parc national Henri Pittier.
Conjonction entre très fortes précipitations, coulées de boue, glissements de terrain et inondations, la tragédie de Vargas est considérée comme la principale catastrophe naturelle du XXe siècle au Venezuela. Pour le seul État de La Guaira, 80 % de la population soit 250 000 personnes sont affectées. Plus globalement, selon les sources, 25 à 35 % des Vénézuéliens sont affectés, les pertes sont estimées à 4 milliards de dollars, 500 000 personnes n'ont plus accès à l'eau potable, 100 000 sont sans-abri. La catastrophe aurait fait entre 10 000, voire entre 12 000 et 15 000 et jusqu'à 50 000 morts selon le président de la Croix-Rouge. 

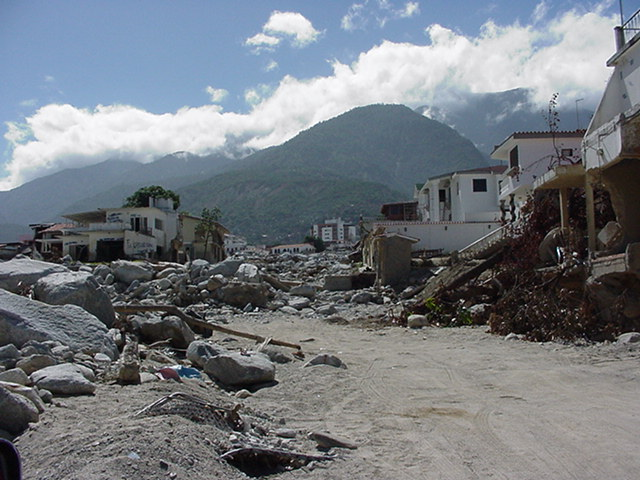
75 % de la localité de Los Corales sont détruits.
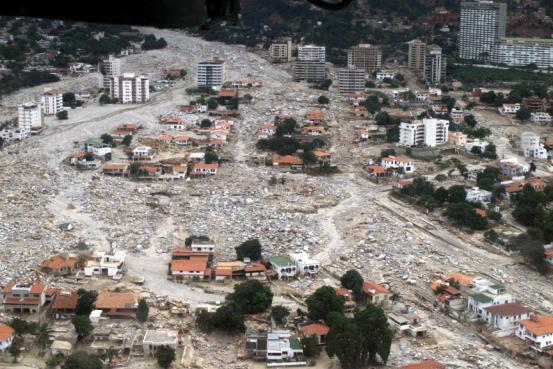
La ville de Caraballeda en 1999, après les coulées de boue.
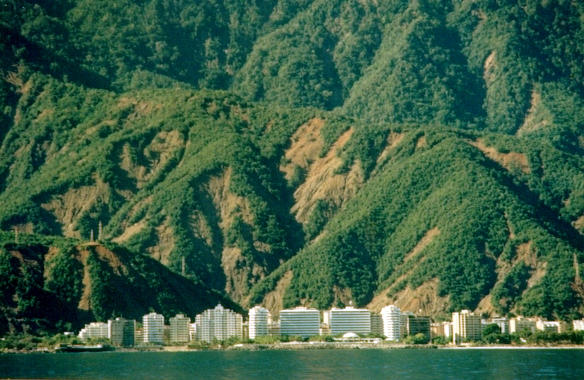
Flancs de la cordillère de la Costa lacérés par les coulées.
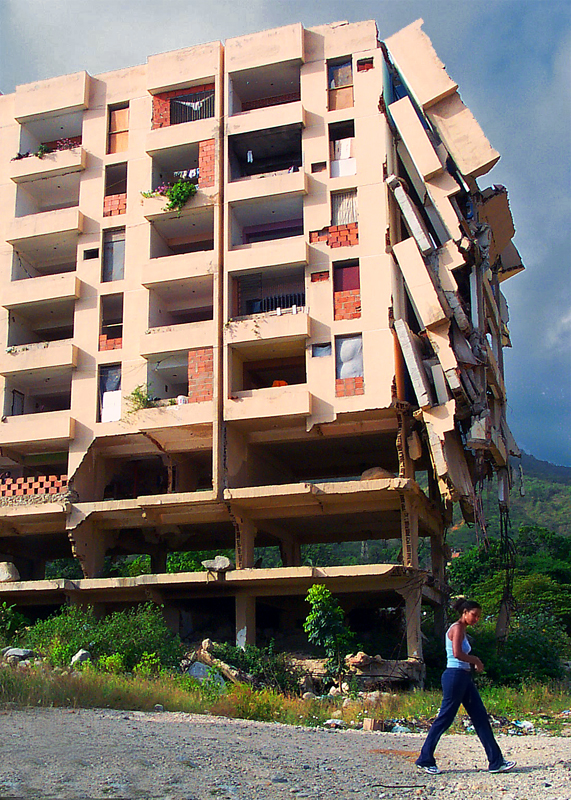
Immeuble en partie effondré dans le quartier de Los Corales à La Guaira.

## Géographie

### Hydrographie

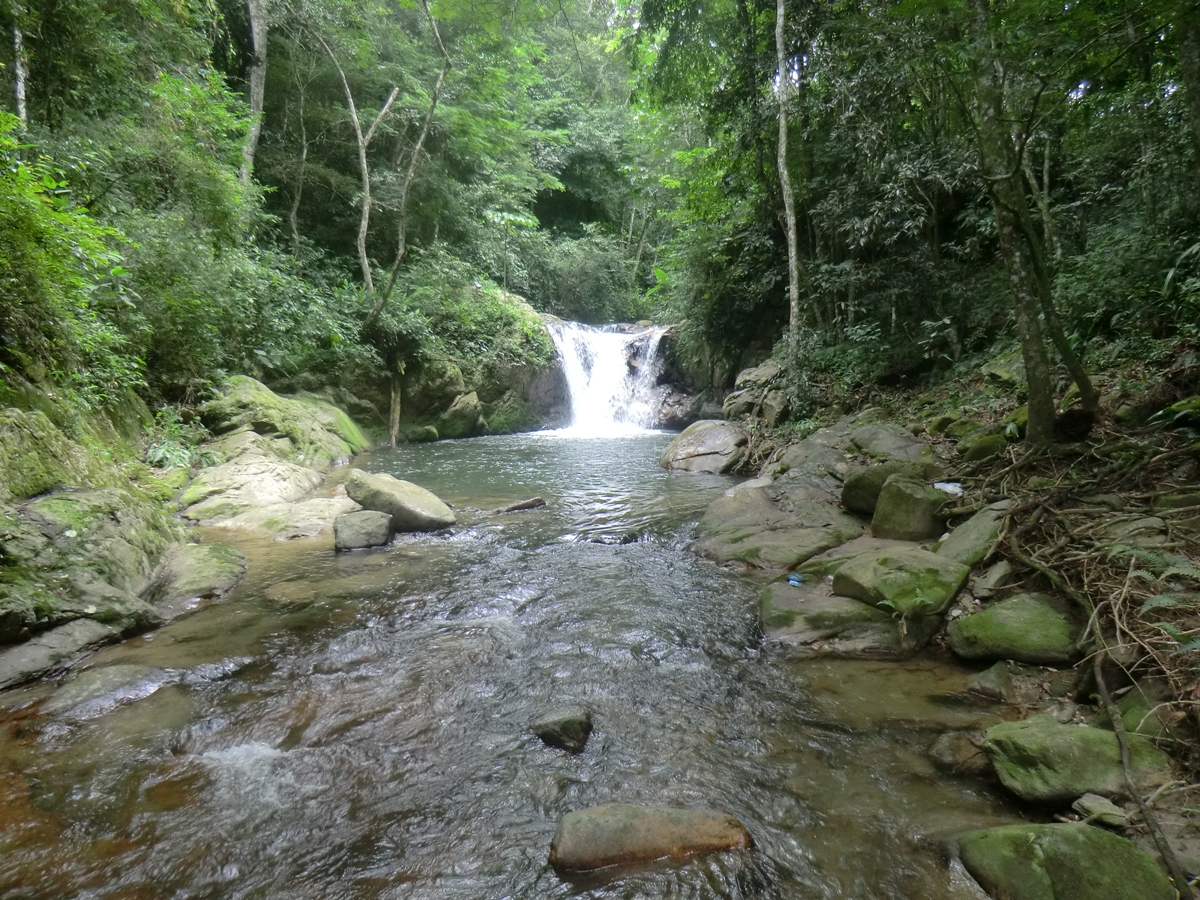
Le río del Norte traverse le parc.

### Faune et flore

#### Faune

##### Vertébrés
La faune du parc est particulièrement variée. Parmi les mammifères, on peut citer l'opossum Didelphis marsupialis, les chauve-souris Saccopteryx bilineata, Artibeus jamaicensis, le Vampire commun (Desmodus rotundus) et Molossus molossus, le Puma, le Daguet rouge (Mazama americana), le Renard des savanes (Cerdocyon thous),, le Tatou commun (Dasypus novemcinctus), l'Ocelot (Leopardus pardalis), le Paca (Cuniculus paca), l'Écureuil à queue rouge (Sciurus granatensis), l'Agouti doré (Dasyprocta leporina) et le Coendou à queue prenante (Coendou prehensilis),,.
Parmi les oiseaux, au moins trois espèces sont endémiques ou présentent une distribution réduite, notamment l'Ortalide à ventre roux (Ortalis ruficauda), le Tyran quiquivi (Pitangus sulphuratus), le Geai vert (Cyanocorax yncas) et l'Oriole troupiale (Icterus icterus). On compte également 36 espèces de colibris de la famille des Trochilidae,,.
Les reptiles sont surtout représentés par les serpents, parmi lesquels, il faut citer le Crotale cascabelle (Crotalus durissus), Bothrops venezuelensis, deux espèces de serpents corail, Micrurus isozonus et Micrurus mipartitus semipartitus ainsi que la caméléon Basiliscus basiliscus et l'iguane Iguana iguana,,.

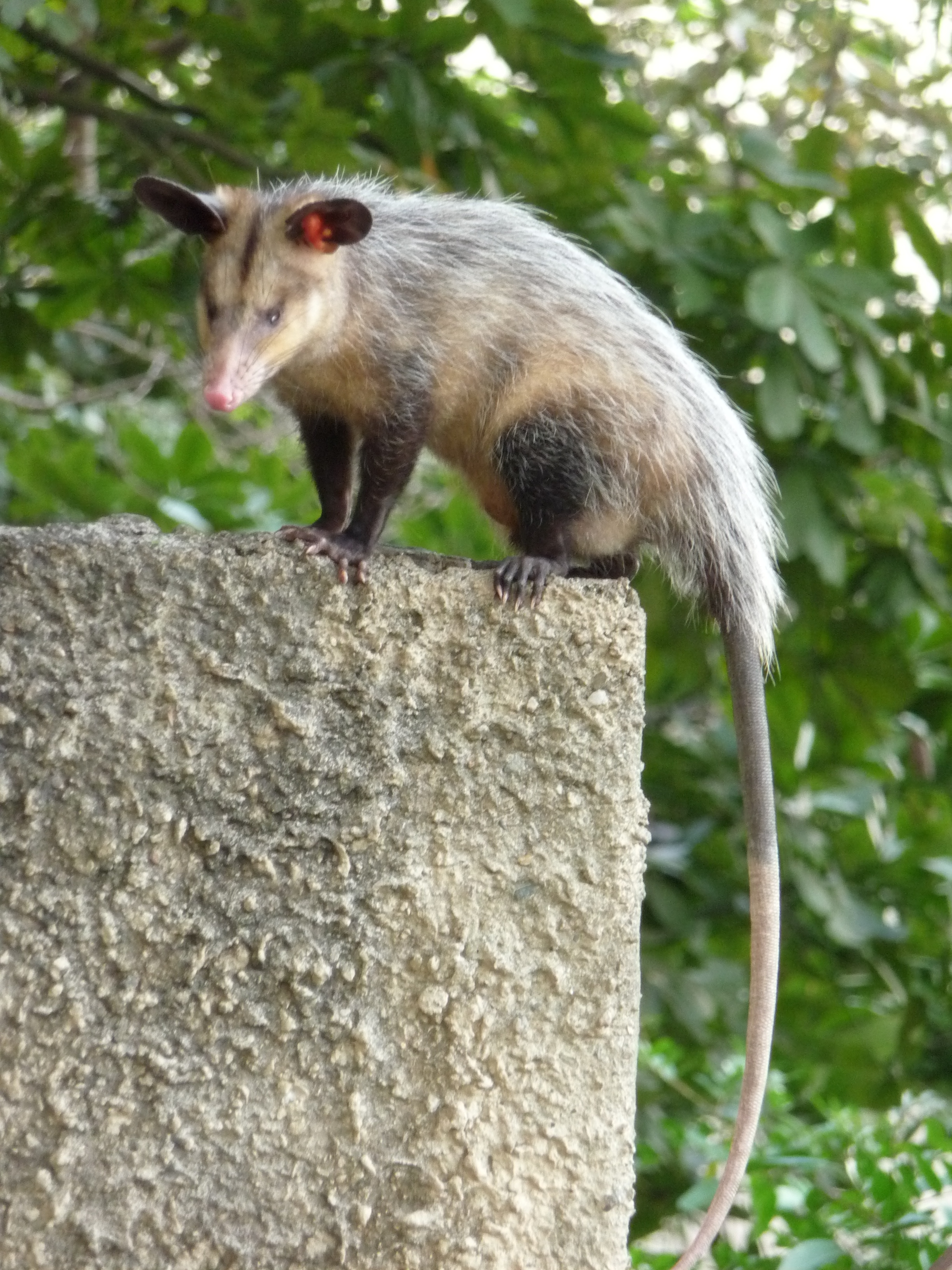
L'opossum Didelphis marsupialis
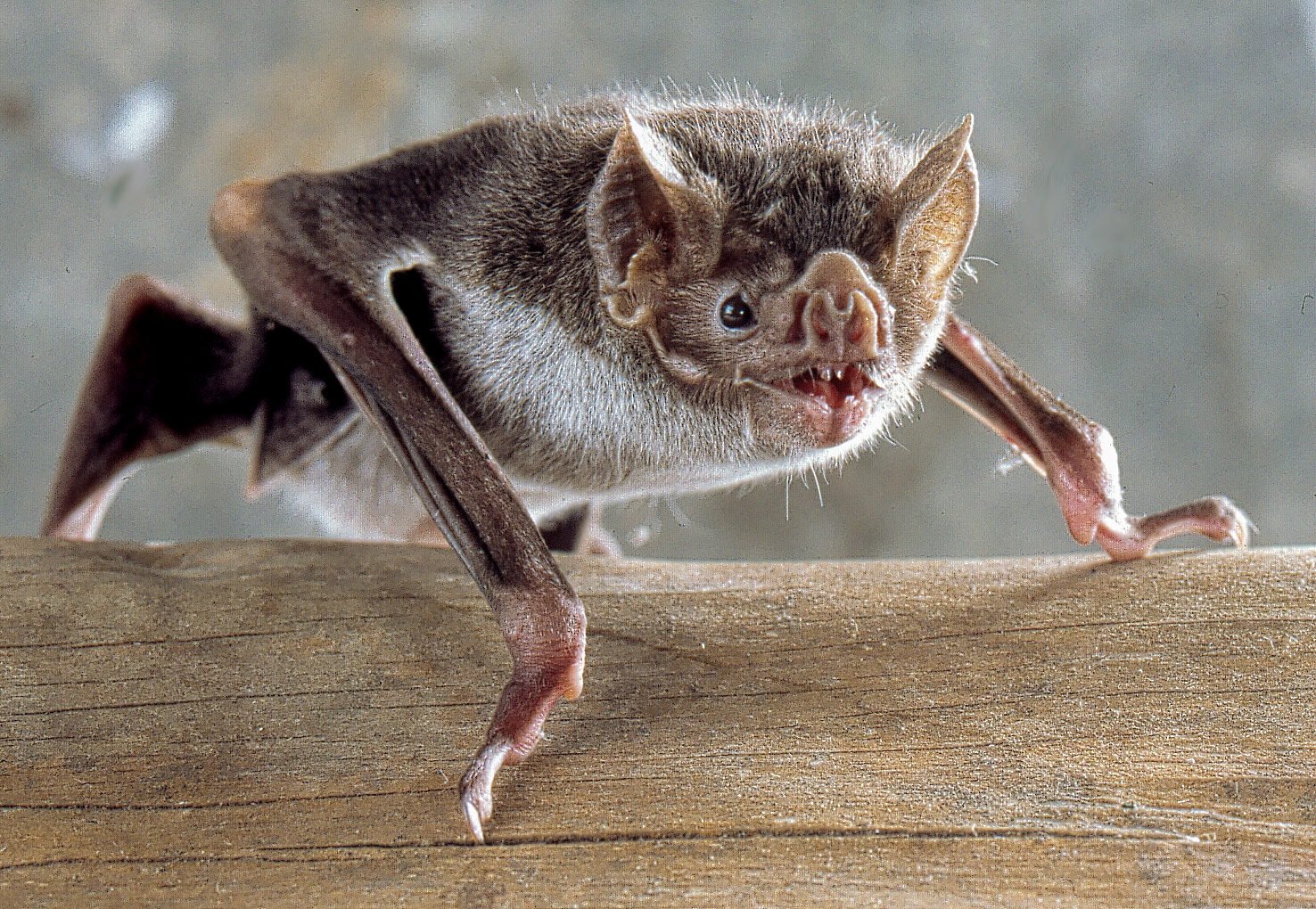
Le Vampire commun
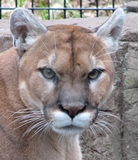
Le Puma
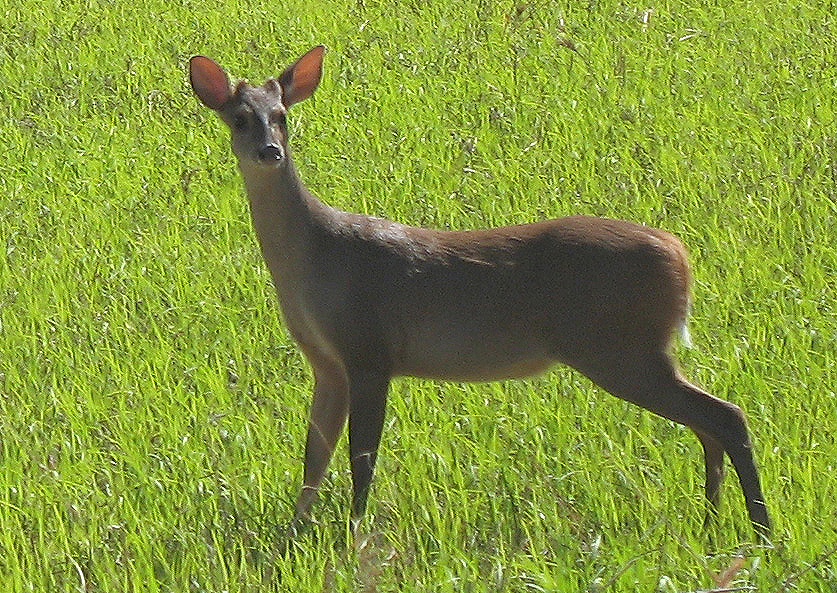
Le Daguet rouge
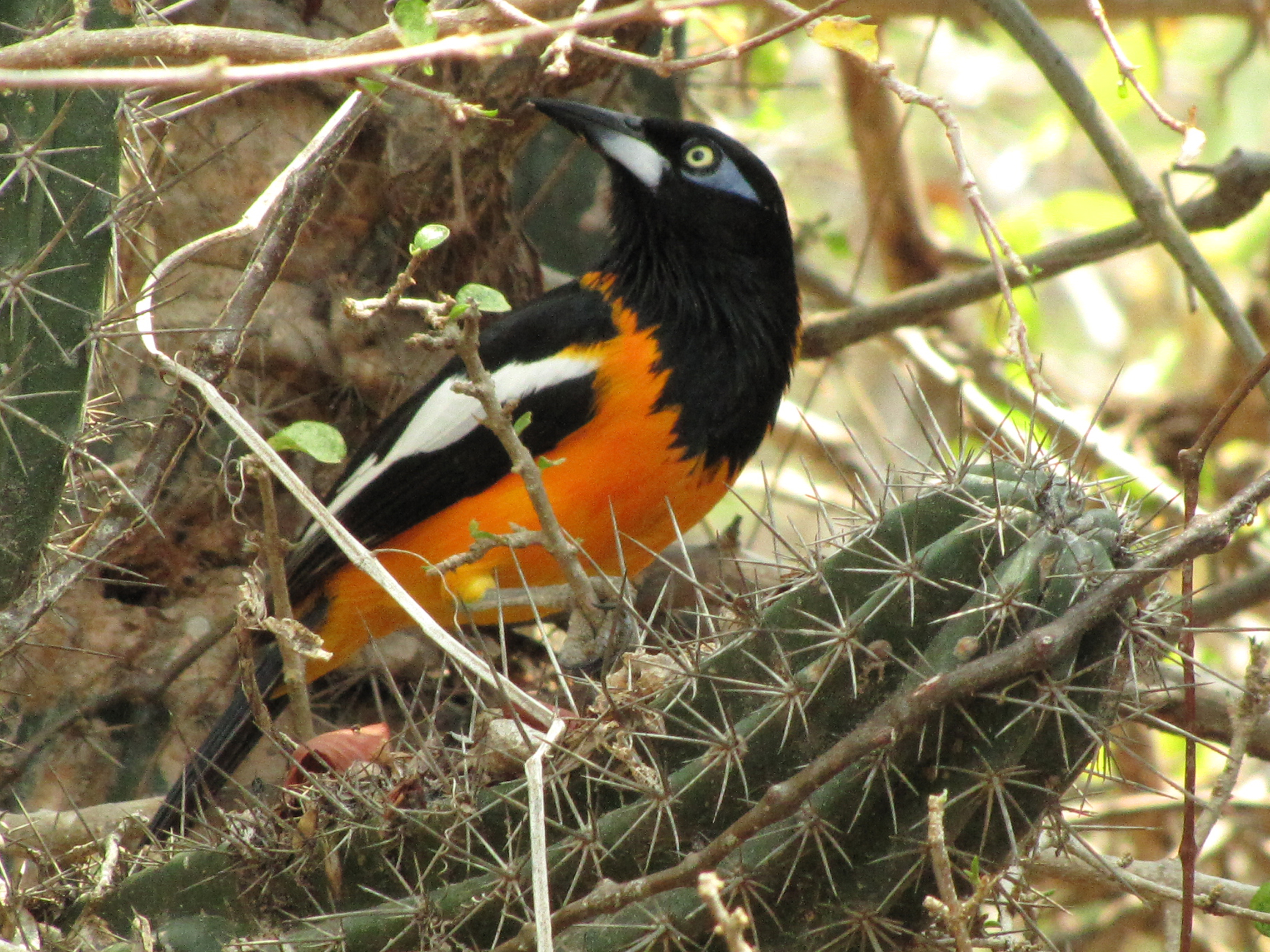
L'Oriole troupiale
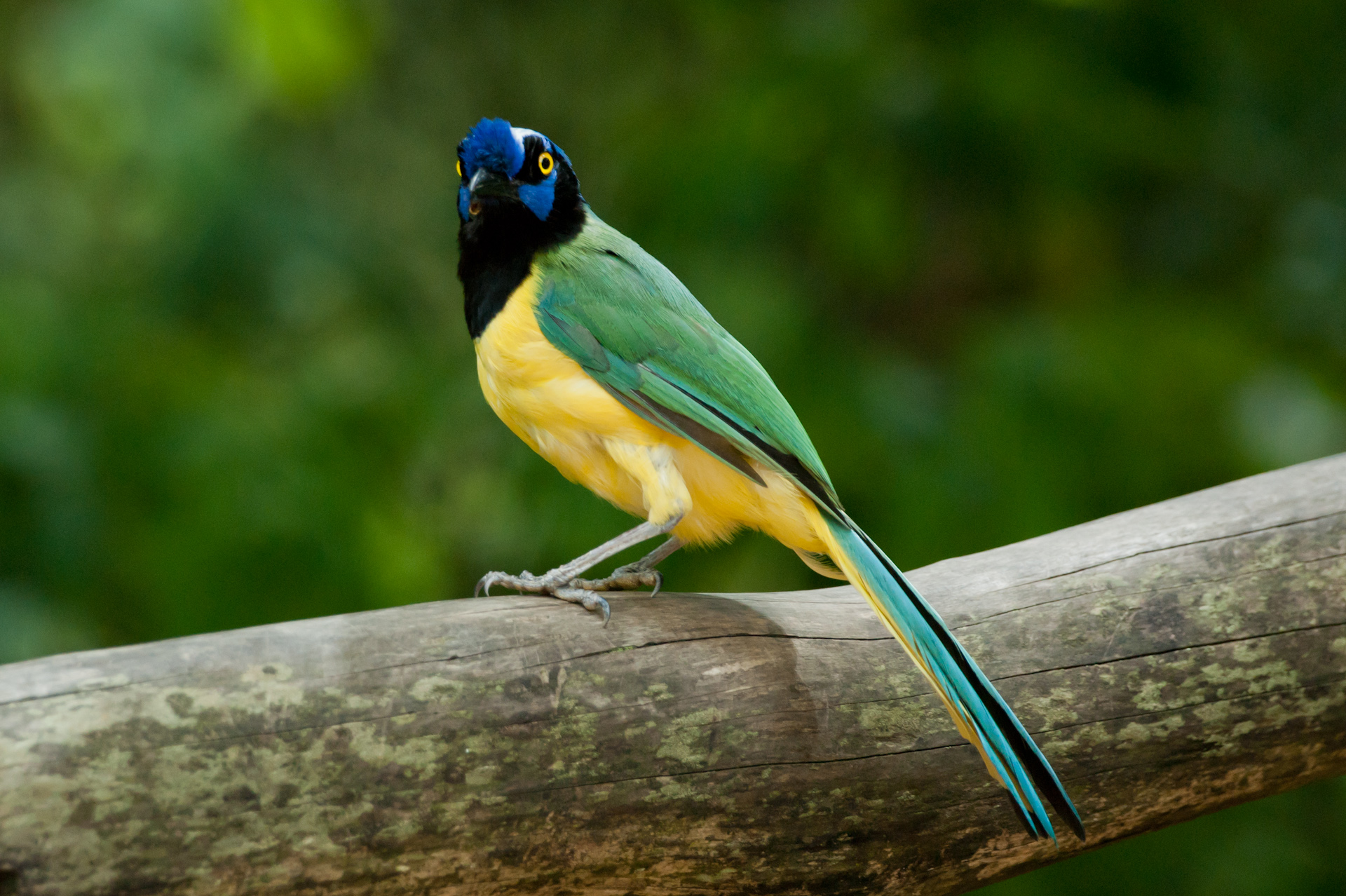
Le Geai vert
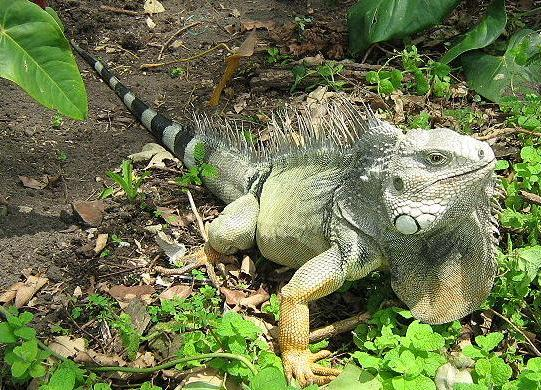
L'iguane Iguana iguana

##### Invertébrés
Parmi les espèces d'invertébrés, il faut citer les crustacés, dont les crabes d'eau douce de la famille des Pseudothelphusidae dont Rodriguezus iturbei, Microthelphusa racenisi et  Orthothelphusa venezuelensis,,.
Les scorpions sont représentés par des espèces de la famille Buthidae et Chactidae. Il faut noter que toutes des espèces sont dangereuses pour l'Homme en raison de leur venin toxique,.
Chez les Buthidae, il faut citer Centruroides gracilis, Microtityus biordi, Rhopalurus laticauda, Tityus discrepans, Tityus clathratus, Tityus melanostictus et Tityus osmanus, ainsi que Tityus lancinii.
Parmi les Chactidae, on peut remarquer Chactas rogelioi, Chactas gansi  et Broteochactas gollmeri toutes présente dans la région du río del Norte.
En raison de la proximité du parc avec la capitale Caracas, notamment d'importants quartiers de la classe moyenne-haute comportant des immeubles de dix étages et plus, on rencontre des vecteurs de parasites comme Trypanosoma cruzi qui auraient migré après d'importants incendies.

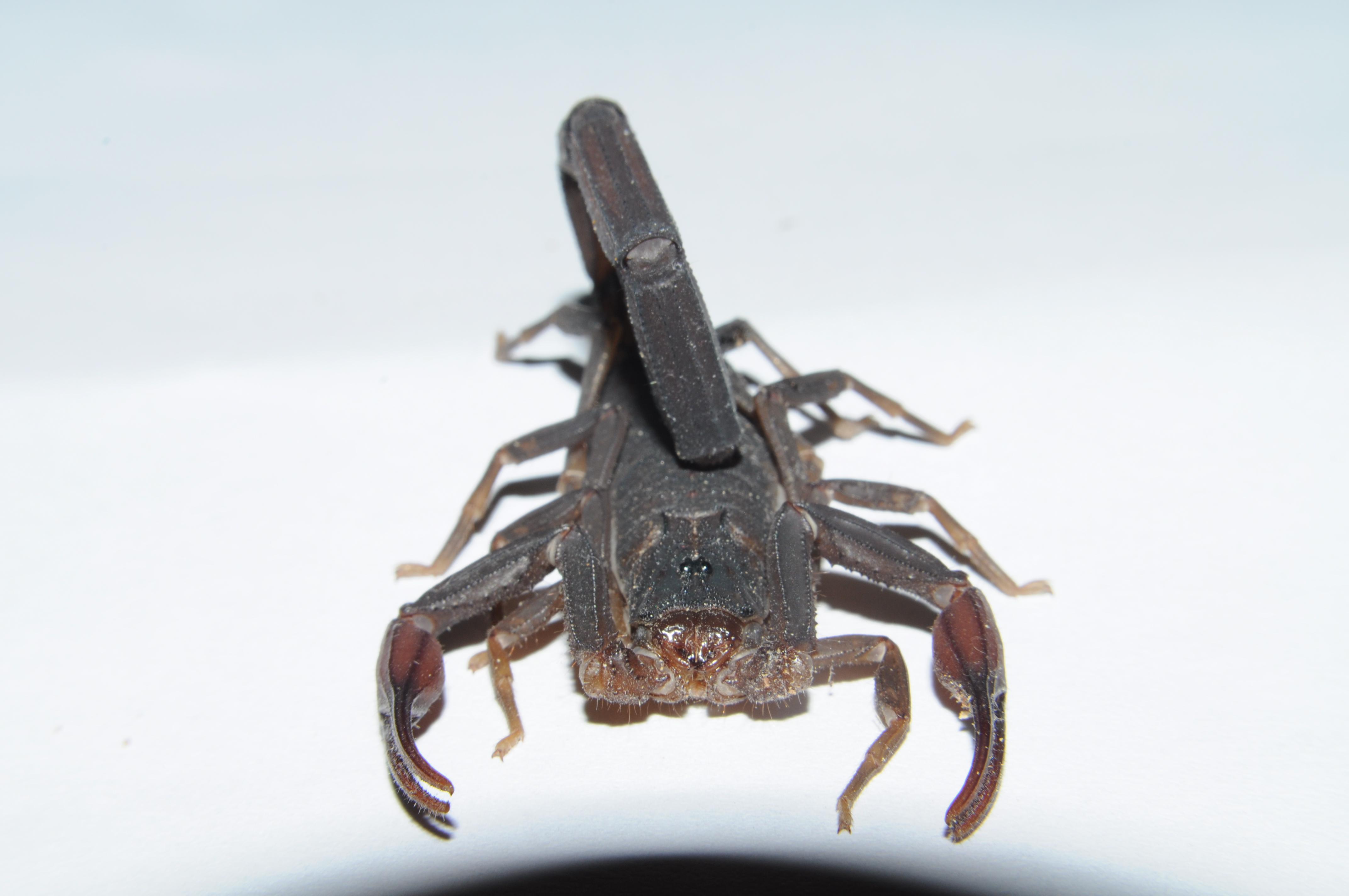
Centruroides gracilis
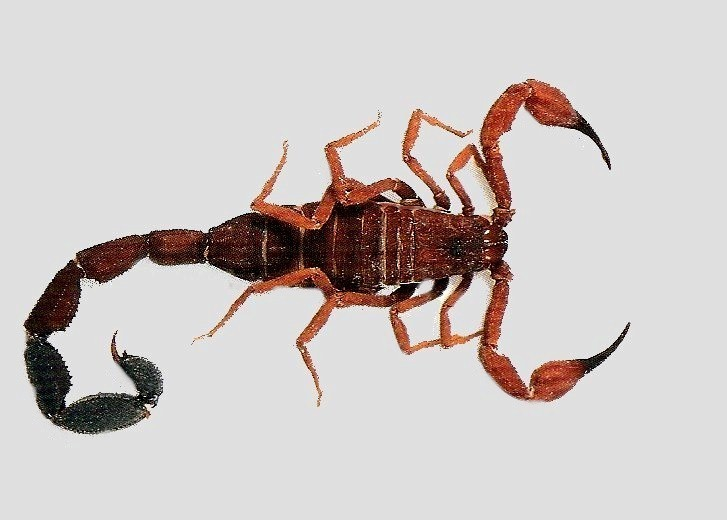
Tityus discrepans
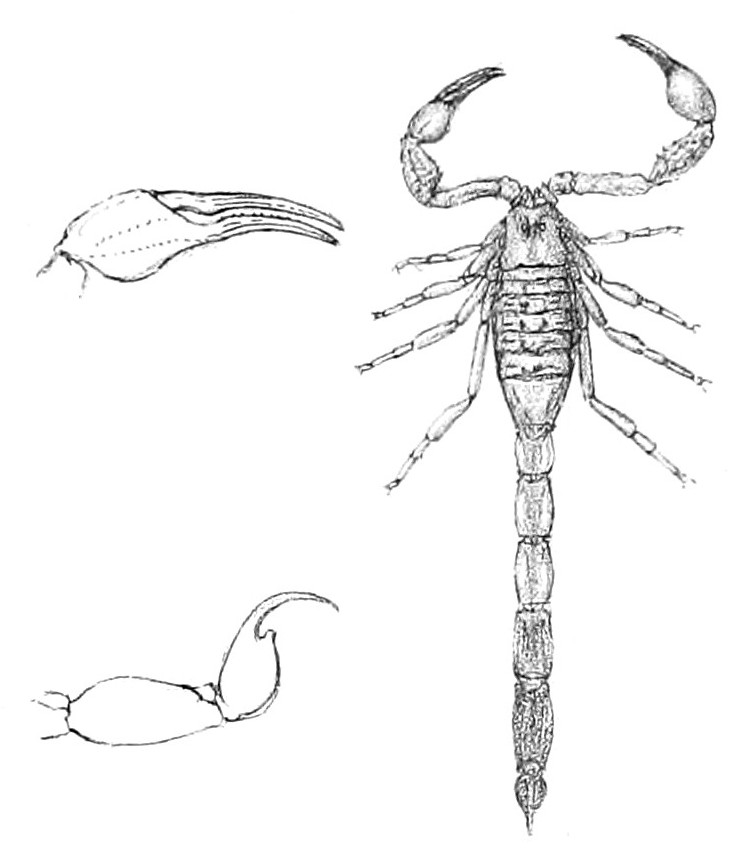
Tityus melanostictus

#### Flore
Les espèces sont typiques de la flore des forêts de montagne et présentent une importante variété en raison de l'altitude qui varie du niveau de la mer au point culminant de la cordillère de la Costa, le pico Naiguatá qui culmine à 2 765 mètres. Jusqu'à 300 mètres d'altitude domine la forêt xérophile, représentée par une espèce d'arbre nommée cují (Prosopis juliflora). Entre 800 et 1 500 mètres d'altitude domine la forêt pluvieuse semi-persistante dense. Entre 1 200 et 2 200 mètres d'altitude domine la forêt pluvieuse persistante. Dans cette strate, on trouve un grand nombre d'espèces d'orchidées, de fougères, notamment arborescentes, de broméliacées et d'aracées, ainsi que des espèces endémiques des genres Sapindaceae, Melastomataceae, Rubiaceae et Myrtaceae. On y trouve également des palmiers, notamment Ceroxylon ceriferum. La savane, d'origine humaine, est dominée par la graminée Melinis minutiflora, le bambou Arthrostylidium venezuelae, les asters Oyedaea verbesinoides et Libanothamnus neriifolius, cette dernière espèce se rencontre également dans l'étage supérieur. Dans les régions supérieures de la silla de Caracas ou du pico Naiguatá, on trouve une végétation typique des montagnes côtières, notamment des arbustes mesurant 1 à 3 mètres et une végétation herbée bien développée. Parmi ces espèces, les plus remarquables sont Libanothamnus neriifolius, Castilleja fissifolia et Liabum megacephalum.

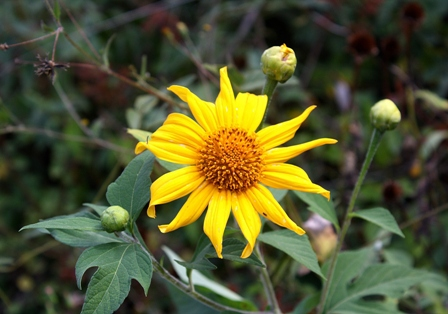
Oyedaea verbesinoides
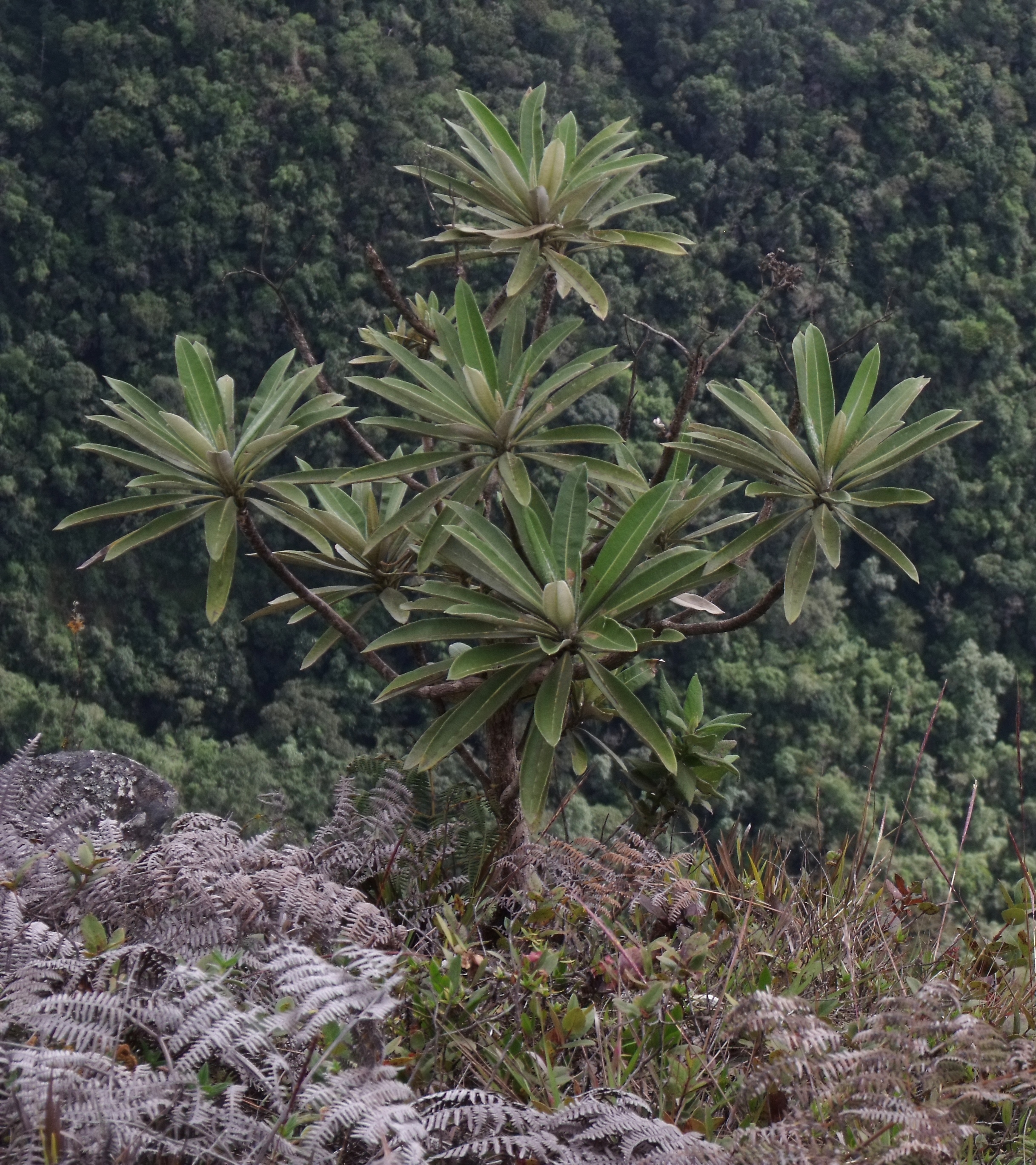
Libanothamnus neriifolius
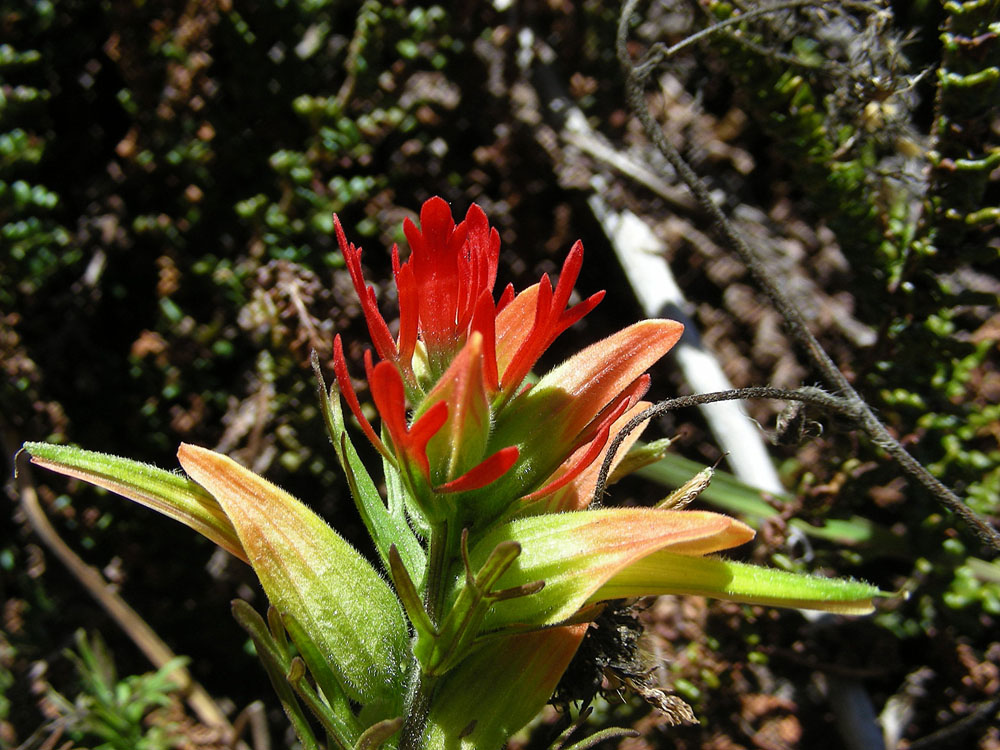
Castilleja fissifolia